# کابزوئلا دل واله
کابزوئلا دل واله (به اسپانیایی: Cabezuela del Valle) یک دهستان‌های اسپانیا و دهستان و شهرک در اسپانیا است که در استان کاسرس واقع شده‌است. کابزوئلا دل واله ۵۷ کیلومتر مربع مساحت دارد ۵۱۵ متر بالاتر از سطح دریا واقع شده‌است.